# 印度羽鰭鯰
印度羽鰭鯰，為輻鰭魚綱鯰形目鯰科的其中一種，為熱帶淡水魚，分布於亞洲印度烏塔普拉德什邦的Ganga河流域，體長可達50公分，棲息在池塘底中層水域，生活習性不明。